# زاك ميلز (لاعب كرة قدم)
زاك ميلز (بالإنجليزية: Zak Mills)‏ (28 مايو 1992 في المملكة المتحدة - ) هو لاعب كرة قدم بريطاني في مركز الظهير. لعب مع غريمسبي تاون.

## وصلات خارجية
- زاك ميلز على موقع قاعدة بيانات كرة القدم.إي يو (الإنجليزية)
- زاك ميلز على موقع Soccerway.com (الإنجليزية)